# Bobulja
Bobulja (en serbe cyrillique : Бобуља) est un village du centre du Monténégro, dans la municipalité de Danilovgrad.

## Démographie

### Évolution historique de la population
| 1948 | 1953 | 1961 | 1971 | 1981 | 1991 | 2003 |
| ---- | ---- | ---- | ---- | ---- | ---- | ---- |
| 129  | 141  | 153  | 110  | 127  | 250  | 173  |